# Freshwater Place
Freshwater Place es un complejo de rascacielos en el distrito Southbank de Melbourne, Australia. El complejo consiste en un rascacielos residencial de 62 plantas y PricewaterhouseCoopers Tower, un edificio de oficinas de 36 plantas. El edificio residencial tiene 205 m de altura.[cita requerida]
El edificio tiene tres partes. Una tiene piscina, spa, sauna y gimnasio y las otras partes comparten su piscina, sauna y gimnasio. Freshwater tiene su propia plaza que incluye un McDonalds,  7-Eleven, un sumermercado y una farmacia. El edificio es actualmente el 19º edificio más alto de Melbourne y el 44.º más alto de Australia.

## Localización
Freshwater Place está situado cruzando el río desde Melbourne CBD. Está también al lado de la Eureka Tower y el Crown Casino. Freshwater tiene vistas del Río Yarra y la mayor parte del Melbourne CBD.

## Apartamentos
Hay tres tipos de apartamentos en el edificio: Una parte son grandes suites y también en la misma zona pequeños apartamentos, otra parte son apartamentos para 3-4 personas y las 8 plantas más bajas son viviendas.